# Moussa Sall
Moussa Sall (6 de noviembre de 2002) es un deportista senegalés que compitió en judo. Ganó una medalla de bronce en el Campeonato Africano de Yudo de 1996 en la categoría de –86 kg.

## Palmarés internacional
| Campeonato Africano | Campeonato Africano    | Campeonato Africano | Campeonato Africano |
| Año                 | Lugar                  | Medalla             | Categoría           |
| ------------------- | ---------------------- | ------------------- | ------------------- |
| 1996                | Sudáfrica ( Sudáfrica) | Medalla de bronce   | –86 kg              |